# Сорокін Микола Євгенович
Мико́ла Євге́нович Соро́кін (рос. Никола́й Евге́ньевич Соро́кин) (нар. 15 лютого 1952 — пом. 26 березня 2013) — радянський російський актор театру і кіно, режисер, педагог. Художний керівник і директор Ростовського академічного театру драми ім. М. Горького, заступник голови Ростовського відділення союзу театральних діячів Росії, депутат Державної думи РФ III-го скликання, Народний артист Росії (1999).

## Біографія
Микола Сорокін народився 15 лютого 1952 року на хуторі Козачий Веселівського району Ростовської області, територія Росії.

В 1971 році вступив на акторське відділення Ростовського училища мистецтв (майстер курсу Народний артист СРСР Михайло Бушнов). У 1975 році після закінчення навчання вступив на роботу в Ростовський-на-Дону драматичний театр ім. М. Горького. У 1984 році отримав вищу освіту, закінчивши акторсько-режисерський факультет Московського Державного інституту театрального мистецтва ім. А. Луначарського (викладач з акторської майстерності Народна артистка СРСР Еліна Бистрицька).

У 1996 році Микола Сорокін призначений художнім керівником Ростовського академічного театру драми ім. М. Горького, а у 2007 році став директором театру. Крім режисерських постановок самого Миколи Євгеновича, в театр регулярно запрошуються режисери з Москви, Санкт-Петербурга, близького і далекого зарубіжжя.

З 1999 по 2003 рік — депутат Державної думи федеральних зборів РФ третього скликання (член фракції «Єдність», потім політичної партії «Єдина Росія»), обіймав посаду заступника голови комітету з культури і туризму.

З 2004 по 2012 рік займався викладацькою діяльністю. Був професором Ростовського філії Санкт-Петербурзького університету культури і мистецтв, випустив два акторських курсу.

Микола Євгенович Сорокін все своє творче життя присвятив ростовської сцені. Він пропрацював у театрі близько сорока років. Як актор блискуче створив безліч різнохарактерних класичних образів, як режисер поставив чимало вистав у рідному театрі, такиж ставив спектаклі за кордоном.
Помер після довгої хвороби 26 березня 2013 року.

## Творчість

### Робота в театрі
Ростовський академічний театр драми імені Максима Горького (1976–2006)

АКТОР
- Г. Запольська «Мораль пани Дульської» роль — Збишко
- Е. Брагінський, Е. Рязанов «Аморальна історія» роль — Кирило
- О. Толстой «Царь Федір Іоаннович» роль — князь Хворостинін
- К. Гольдоні «Кумедний випадок» роль — Ричард
- О. Островський «Гаряче серце» роль — Тарах Тарасович Хлинов, багатий підрядник
- Л. Карелін «Змієлов» роль — Олег Бєлкін
- М. Шолохов «Піднята цілина» роль — Макар Нагульнов, керівник партійної організації
- О. Чхаїдзе «Понеділок – день звичайний» роль Аваліані
- О. Дударєв «Поріг» роль — Шаргаев
- М. Зощенко «Горько» роль — Володимир, наречений
- Б. Брехт «Тригрошова опера» роль — Маттіас
- В. Вишневський «Оптимістична трагедія» роль — Сиплий
- М. Гоголь «Ревізор» роль — Артемій Пилипович Суниця, попечитель богоугодних закладів
- О. Копков «Золотий слон» роль — Куріцин
- А. Чехов «Вишневий сад» роль — Єрмолай Олексійович Лопахін, купець
- М. Шатров «Шосте липня» роль — Саблін
- О. Пушкін «Маленькі трагедії. Моцарт і Сальєрі» роль — Сальєрі
- Р. Тома «Пастка» роль — комісар поліції
- М. Горький «Останні» роль — Олександр
- Є. Корнілов «Маю честь або останні дні отамана Каледіна» роль — отаман Каледін
- М. Шатров «Далі, далі, далі...» роль — Йосип Сталін
- О. Пушкін «Борис Годунов» роль — Борис Годунов
- В. Мережко «Нічні забави» роль — Єзепов
- Р. Тома «Таємниця будинку Вернье» роль — Мішель Старо
- В. Шекспір «Король Лір або світовий театр дурнів» роль — Блазень
- Е. Радзинський «Театр часів Нерона і Сенеки» роль — Нерон
- В. Войнович, Г. Горін «Кіт домашній середньої пухнастості» роль — Трешкін
- М. Шатров «Диктатура совісті» роль — Петро Верховенський
- Е. Олбі «Всі в саду» роль — Джек
- Р. Розенбліт «Вікторія» роль — Йосип Сталін
- Л. Разумовська «Марія Стюарт» роль — Джеймс Босуел
- В. Шекспір «Ричард III» роль — Ричард Третій
- Г. Фігейредо «Езоп (Лисиця і виноград)» роль — Ксанф, філософ
- О. Грибоєдов «Горе від розуму» роль — Фамусов
- Ф. Достоєвський «Справа Карамазових (Брати Карамазови)» роль — Федір Карамазов

Ростовський академічний театр драми імені Максима Горького (1988–2012)

РЕЖИСЕР
- Р. Тома «Пастка»
- Є. Корнілов «Маю честь або останні дні отамана Каледіна»
- Д. Патрік «Дивна місіс Севідж»
- Мольєр «Міщанин у дворянстві»
- Н. Птушкіна «Поки я жива»
- А. Ніколаї «Метелик, метелик»
- Т. Джюдженоглу «Маляр»
- Н. Саймон «Каліфорнійська сюїта»
- О. Толстой «Неймовірні пригоди Буратіно (Золотий ключик)»
- Мопассан «Милий друг»
- Н. Птушкіна «При чужих свічках»
- Лопе де Вега «Закохана, розумна, хитра (Хитромудра закохана)»
- М. Шолохов «Доля людини»
- В. Соллогуб «Біда від ніжного серця»
- І. Крилов «Урок донькам»
- О. Островський «На жвавому місці»
- А. Геворкян «Тигран Великий»
- М. Горький «Васса Желєзнова»
- А. Чехов «Вишневий сад»
- Г. Горін «Блазень Балакірєв»
- Н. Гоголь «Ревізор»
- А. Борисов «Одруження гусара»
- Р. Харвуд «Квартет»
- М. Коломенський «Скарб Каріатиди»
- Л. Ворон, І. Ворон «Сімейний портрет з картиною»
- Р. Болт «Королева»
- О. Дюма «Три мушкетери»
- А. Чехов «Невидимі світу сльози»
- В. Мухарьямов «В тіні виноградника»
- В. Соловйов «1812-й рік. Фельдмаршал Кутузов»
- Н. Сорокин «Щорічне новорічне шоу «Бризки шампанського» (1997–2013)

Плевенський ляльково-драматичний театр імені Івана Радоева (Болгарія)

РЕЖИСЕР
- М. Горький «Васса Желєзнова»

### Фільмографія
- 1985 «Піднята цілина» (фільм-спектакль виробництва Ростовського обласного телебачення) роль — Макар Нагульнов
- 2002 «Вовочка» роль — Сидорчук, підполковник начальник селищного відділення міліції
- 2003 «Вбити вечір» роль — господар магазину одягу
- 2005 «Отаман» роль — Петро Дем'янович Семенов, генерал міліції
- 2006 «Розклад доль» роль — Андрій Борисович на прізвисько "Старий (Дідок)", кримінальний авторитет
- 2006 «Останній забій» роль — мер міста